# Județul Constanța (interbelic)
Județul Constanța a fost o unitate administrativă de ordinul întâi din Regatul României, aflată în regiunea istorică Dobrogea. Reședința județului era municipiul Constanța.

## Istorie și întindere

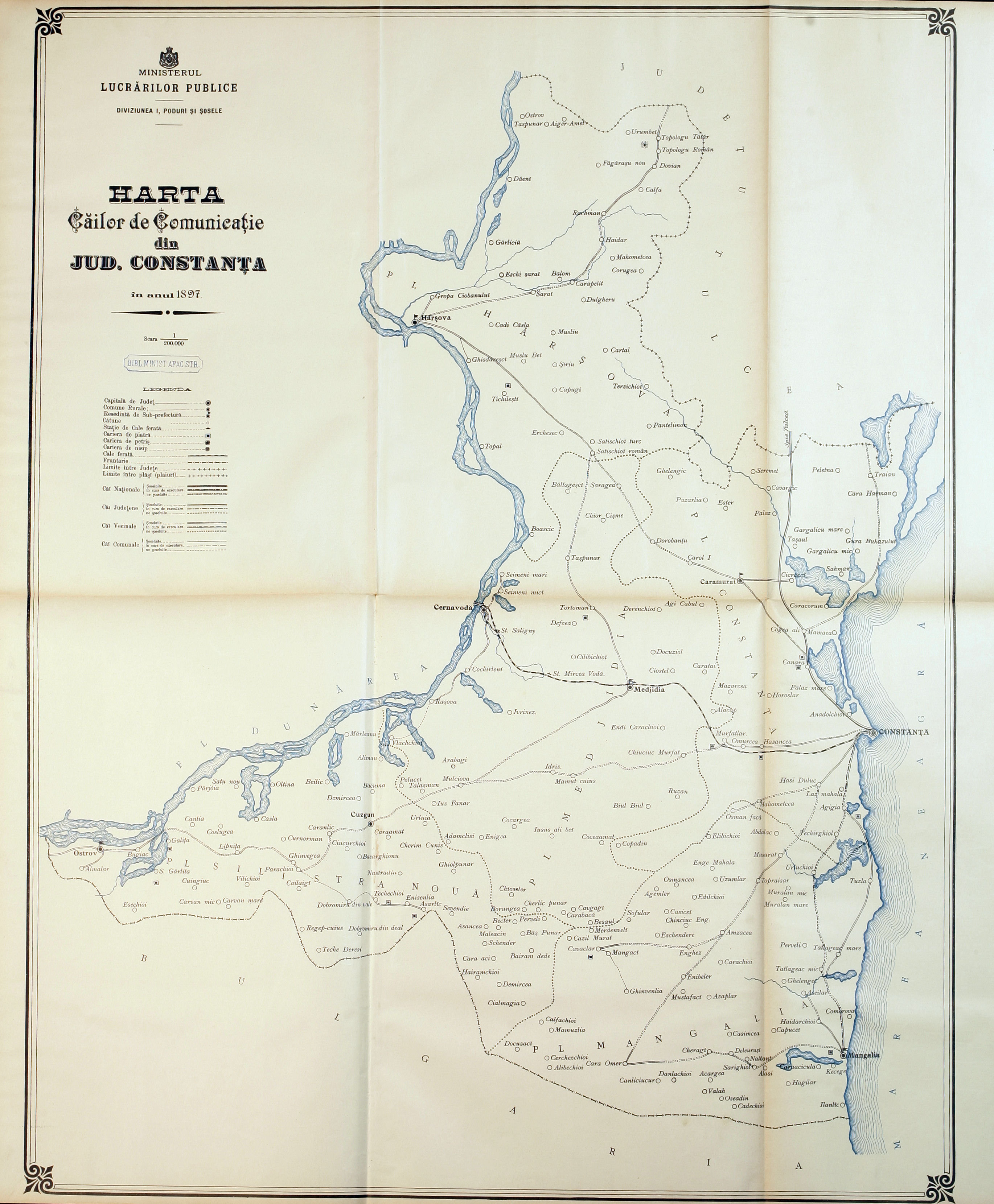
Harta județului Constanţa în Atlasul Căilor de Comunicații din 1897

Județul s-a format după ce România a anexat Dobrogea în 1878 prin tratatul de la Berlin.
Județul Constanța era situat în partea estică extremă a României între Dunăre și mare. Se învecina cu județele românești Tulcea, Brăila și Ialomița. Între 1878-1879 se învecina cu județul Silistra Nouă (care a fost inclus ulterior în județul Constanța). Între 1878 și 1913 se învecina cu Bulgaria, iar din 1913 cu județele Durostor și Caliacra. Județul se întindea de la fortul Arab Tabia de lângă Silistra până la gura Periteașca (comunicație a lacului Sinoe cu marea) (vest-est) și de la punctul Ilanlîc-Tepe la piciorul sudic al Movilei-Cazacilor (pe malul Dunării, la sud de Peceneaga) (sud-nord).

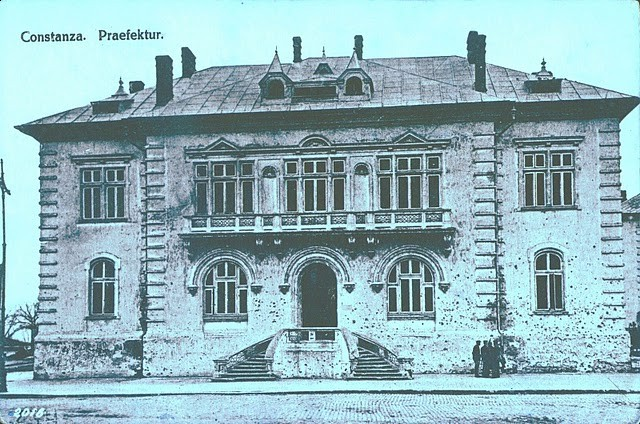
Clădirea Prefecturii județului Constanța din perioada interbelică. Clădirea-monument istoric, construită între anii 1903-1904 și situată pe Str. Traian nr. 29, îndeplinește în prezent rolul de sediu al Cercului Militar Constanța.

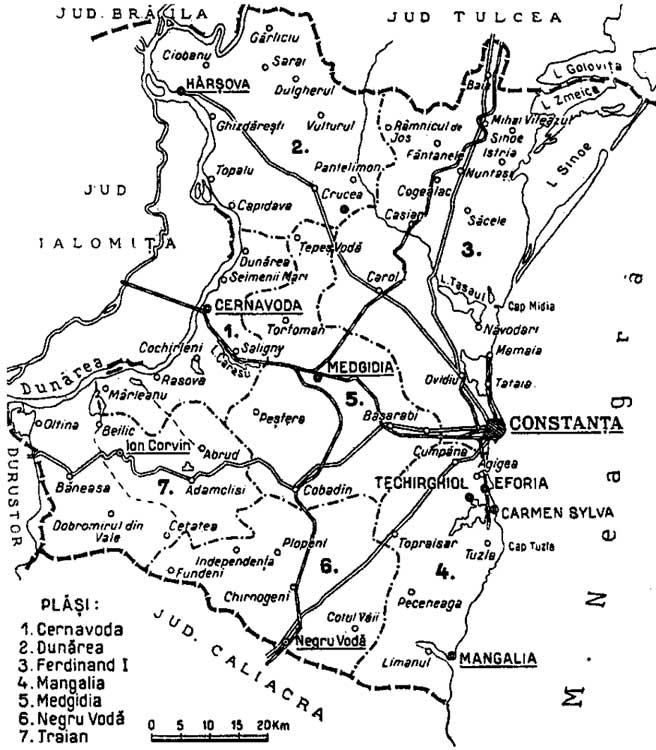
Harta județului, cu dispunerea și denumirea plășilor, în anul 1938.

Județul se afla în partea sud-estică a României Mari, în regiunea Dobrogea de Nord. Granițele fostului județ Constanța respectă în mare măsură granițele actualului județ Constanța. Se învecina la vest cu județul Ialomița, la nord-vest cu județul Brăila, la nord cu județul Tulcea, la sud-vest cu județul Durostor, la sud cu județul Caliacra, iar la est cu Marea Neagră.
Între sfârșitul celui de al Doilea Război Balcanic și cedarea Cadrilaterului în 1940, localitățile din zona Ostrov, au fost transferate județului Durostor. În timpul dictaturii carliste, județul a făcut parte din ținutul Mării. În 1950, a fost desființat de regimul comunist, iar teritoriul său a fost împărțit între raioanele Constanța, Băneasa, Medgidia și Hârșova ale regiunii Constanța.

## Organizare
La sfârșitul secolului al XIX-lea, județul antebelic Constanța era împărțit în 5 plăși: Constanța , Mangalia, Medjidia , Hîrșova și Silistra Nouă . Județul avea 7 comune urbane, 73 comune rurale formate din 301 sate. Comunele urbane ale județului erau Constanța, Medjidia, Cernavodă, Hîrșova, Mangalia, Cuzgun și Ostrov.
În perioada interbelică, era organizat în patru plăși:
1. Plasa Dunărea,
2. Plasa Mangalia,
3. Plasa Ovidiu și
4. Plasa Traian.

Ulterior teritoriul județului a fost reorganizat în șapte plăși:
1. Plasa Dunărea,
2. Plasa Ferdinand,
3. Plasa Mangalia,
4. Plasa Negru Vodă,
5. Plasa Traian,
6. Plasa Medgidia și
7. Plasa Cernavodă.

Pe teritoriul județului Constanța se aflau șapte localități urbane: Constanța (cu statutul de municipiu, reședința județului) și comunele urbane (orașele) Carmen-Sylva, Techirghiol, Mangalia, Medgidia, Cernavodă și Hârșova.

## Populație
Conform datelor recensământului din 1930 populația județului era de 253.093 de locuitori, dintre care 66,2% români, 8,9% bulgari, 6,8% turci, 6,0% tătari, 3,8% germani, 1,8% greci, 1,5% ruși, 1,3% armeni ș.a. Din punct de vedere confesional populația era alcătuită din 78,9% ortodocși, 13,1% mahomedani, 2,5% lutherani, 1,8% romano-catolici ș.a.

### Mediul urban
În 1930 populația urbană a județului era de 81.631 locuitori, dintre care 68,7% români, 7,3% turci, 5,2% greci, 3,9% armeni, 2,5% germani, 2,2% evrei, 2,0% tătari, 2,0% bulgari, 1,7% ruși, 1,7% maghiari ș.a. În mediul urban domina ca limbă maternă româna (72,0%), urmată de turcă (9,7%), greacă (4,5%), armeană (3,6%), germană (2,4%) ș.a. Din punct de vedere confesional orășenimea era alcătuită în majoritate din ortodocși (78,4%), urmați de mahomedani (9,6%), armeano-gregorieni (3,3%), romano-catolici (2,7%), mozaici (2,3%), lutherani (1,6%) ș.a.

## Materiale documentare

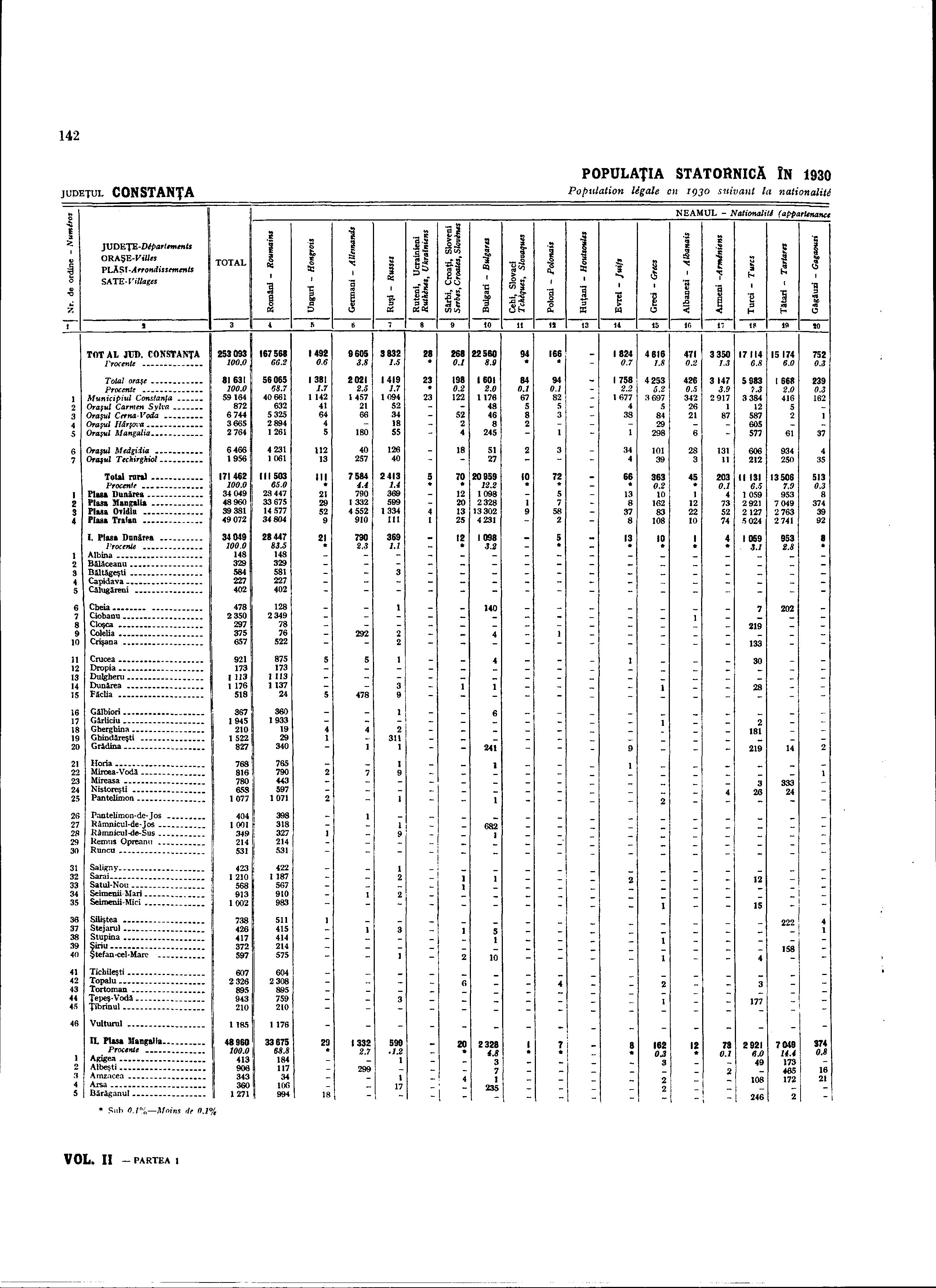
Populația județului în anul 1930, după etnie și limbă maternă
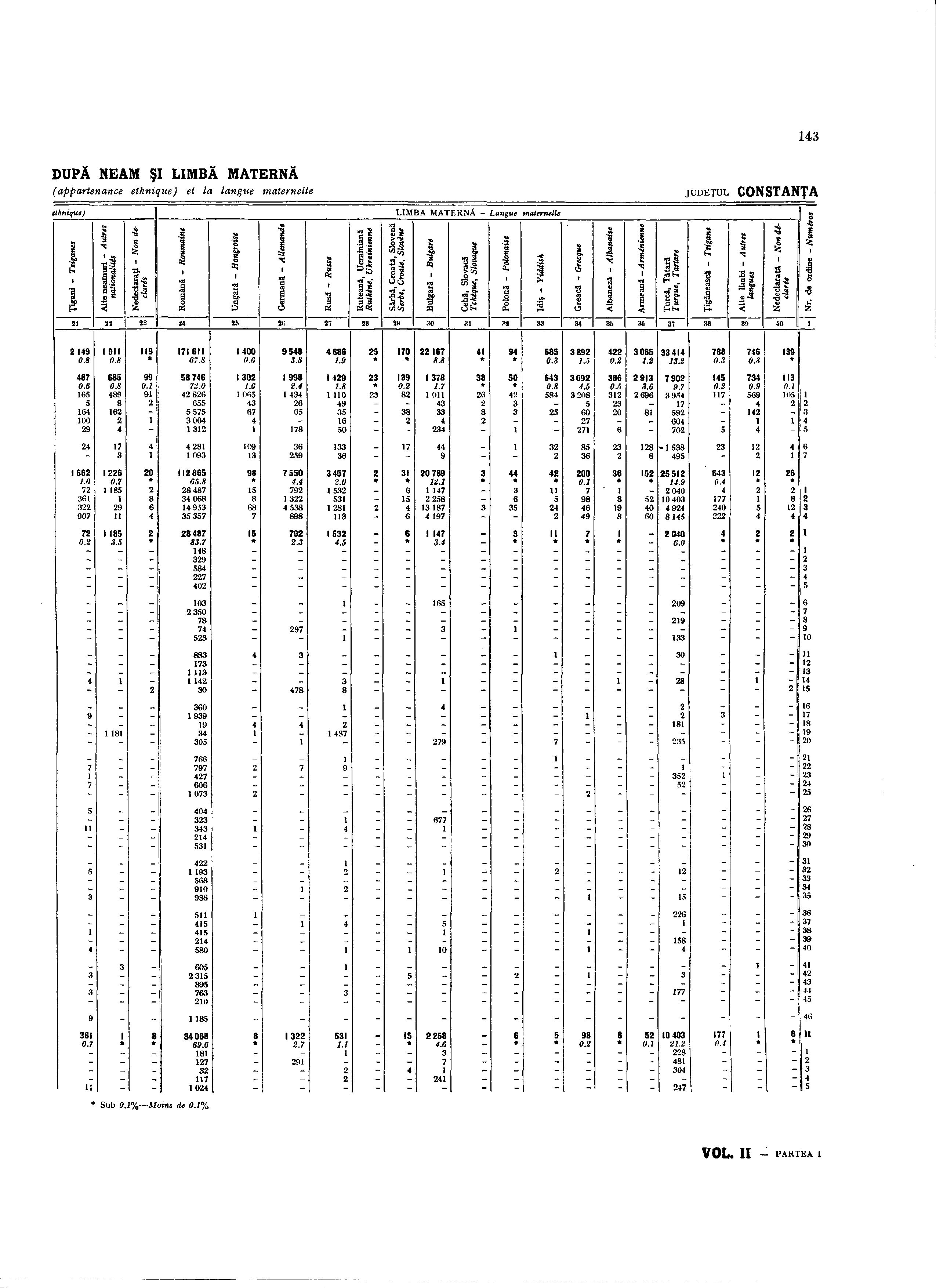
Populația județului în anul 1930, după etnie și limbă maternă
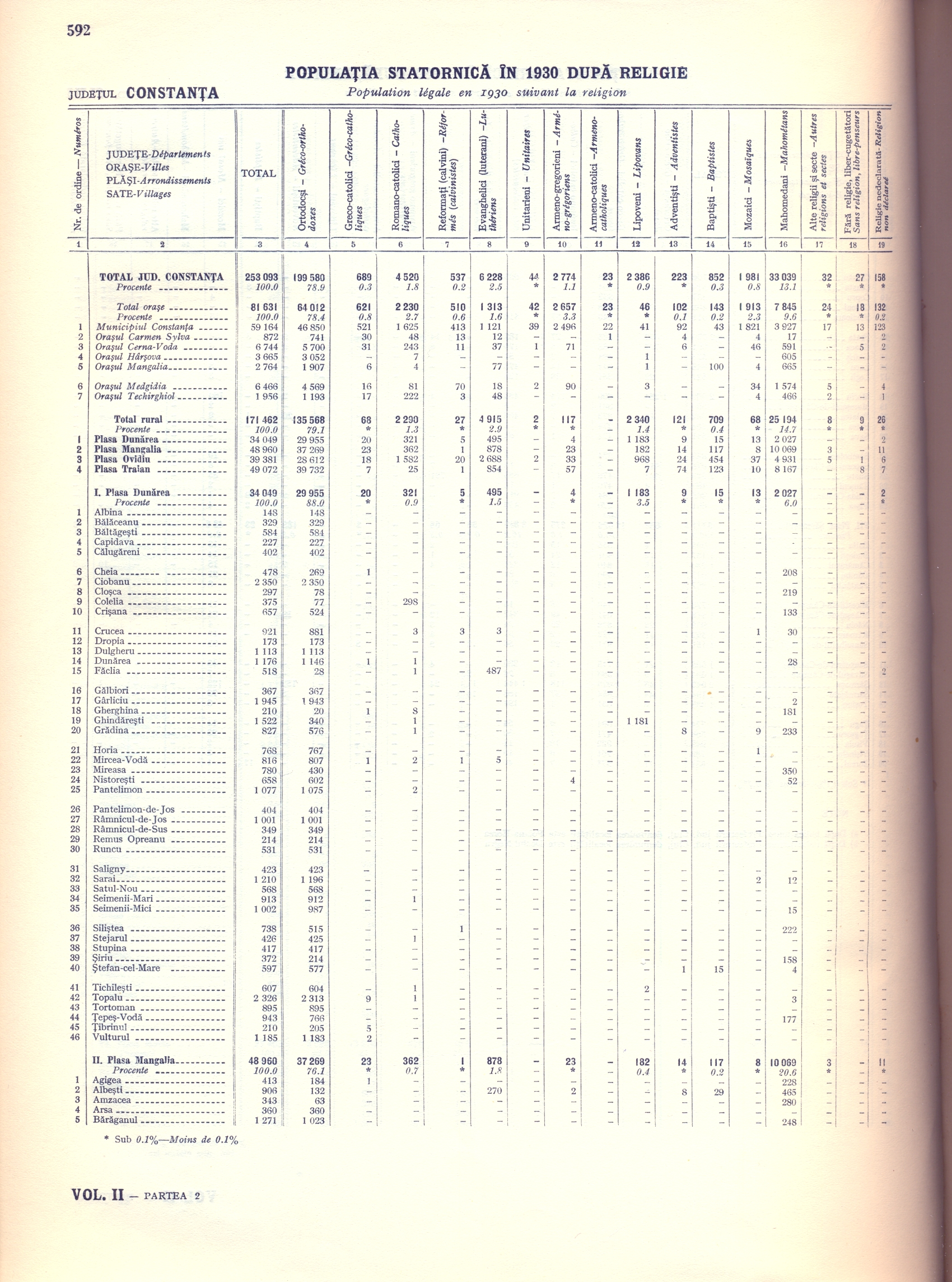
Populația județului în anul 1930, după religie
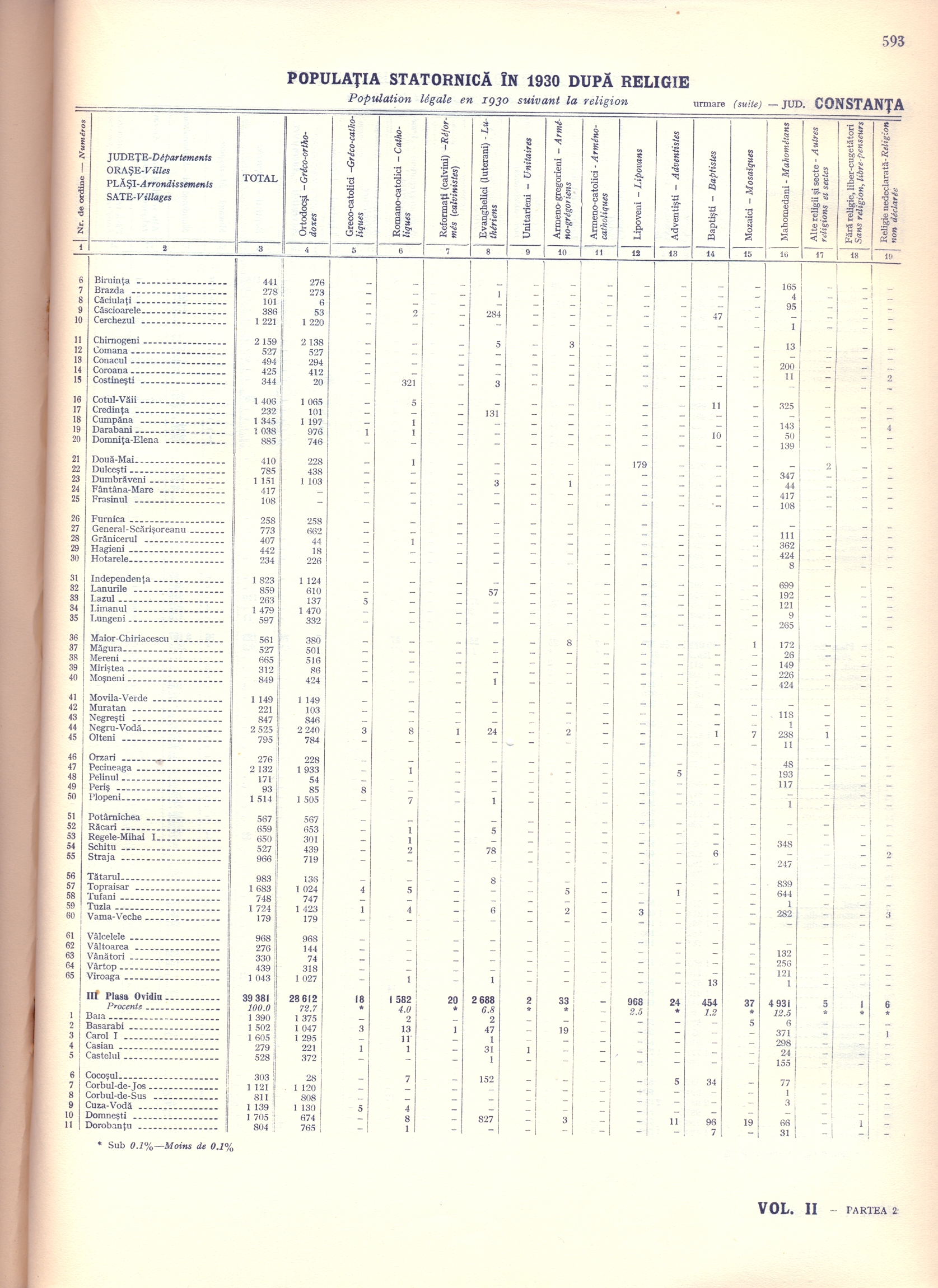
Populația județului în anul 1930, după religie
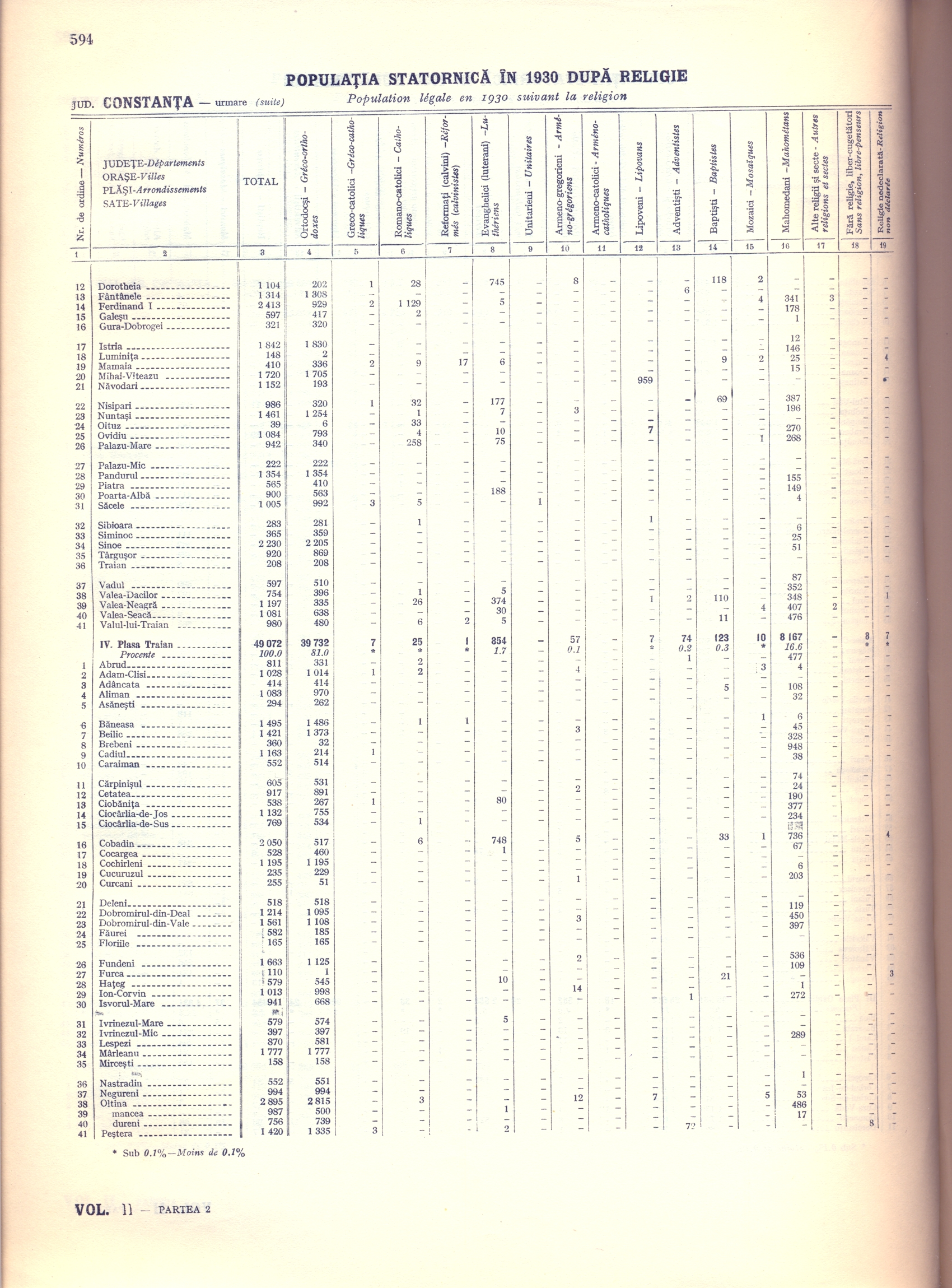
Populația județului în anul 1930, după religie
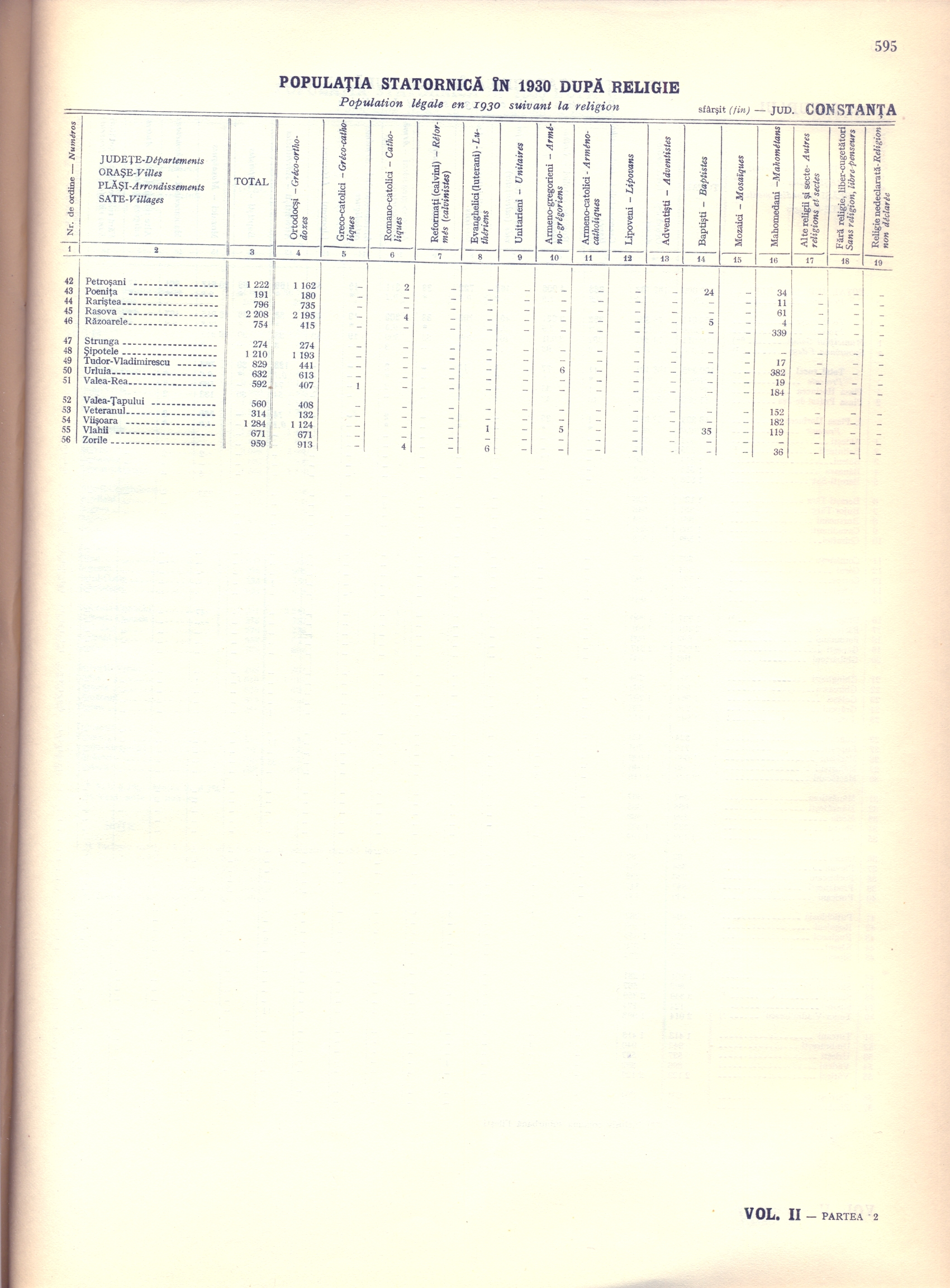
Populația județului în anul 1930, după religie